# Imielnica (Płock)
Imielnica – część miasta i jednostka pomocnicza gminy (osiedle) Płocka.
Osiedle położone jest za Podolszycami przy drodze krajowej nr 62 prowadzącej do Wyszogrodu i Warszawy.
Wieś duchowna Jemielnica położona była w drugiej połowie XVI wieku w powiecie płockim województwa płockiego. W 1785 roku Imielnica wchodziła w skład klucza boryszewskiego biskupstwa płockiego. 
W 1971 roku mieszkało tu 289 ludzi.
1 grudnia 1981 Imielnicę włączono do Płocka.

## Opis
Osiedle Imielnica obejmuje dwa osiedla domów jednorodzinnych, przedzielone rzeką Rosicą. Na zachód od rzeczki znajduje się Kościół Najświętszego Serca Pana Jezusa należący do miejscowej parafii św. Jakuba Apostoła oraz cmentarz rzymskokatolicki. Przy kościele krzyżują się dwie duże ulice, Wyszogrodzka i Harcerska. Na wschód od Rosicy znajduje się mniejsze osiedle domów jednorodzinnych, Parcele.

## Komunikacja
Przez osiedle przebiegają trasy linii autobusowych Komunikacji Miejskiej Płock: 3, 4, 35, 37, N1 oraz 130.

## Ludność
| Rok     | 2004 | 2005 | 2011 | 2021 |
| Ludność | 2550 | 2560 | 2808 | 2683 |